# Jürg Stuker

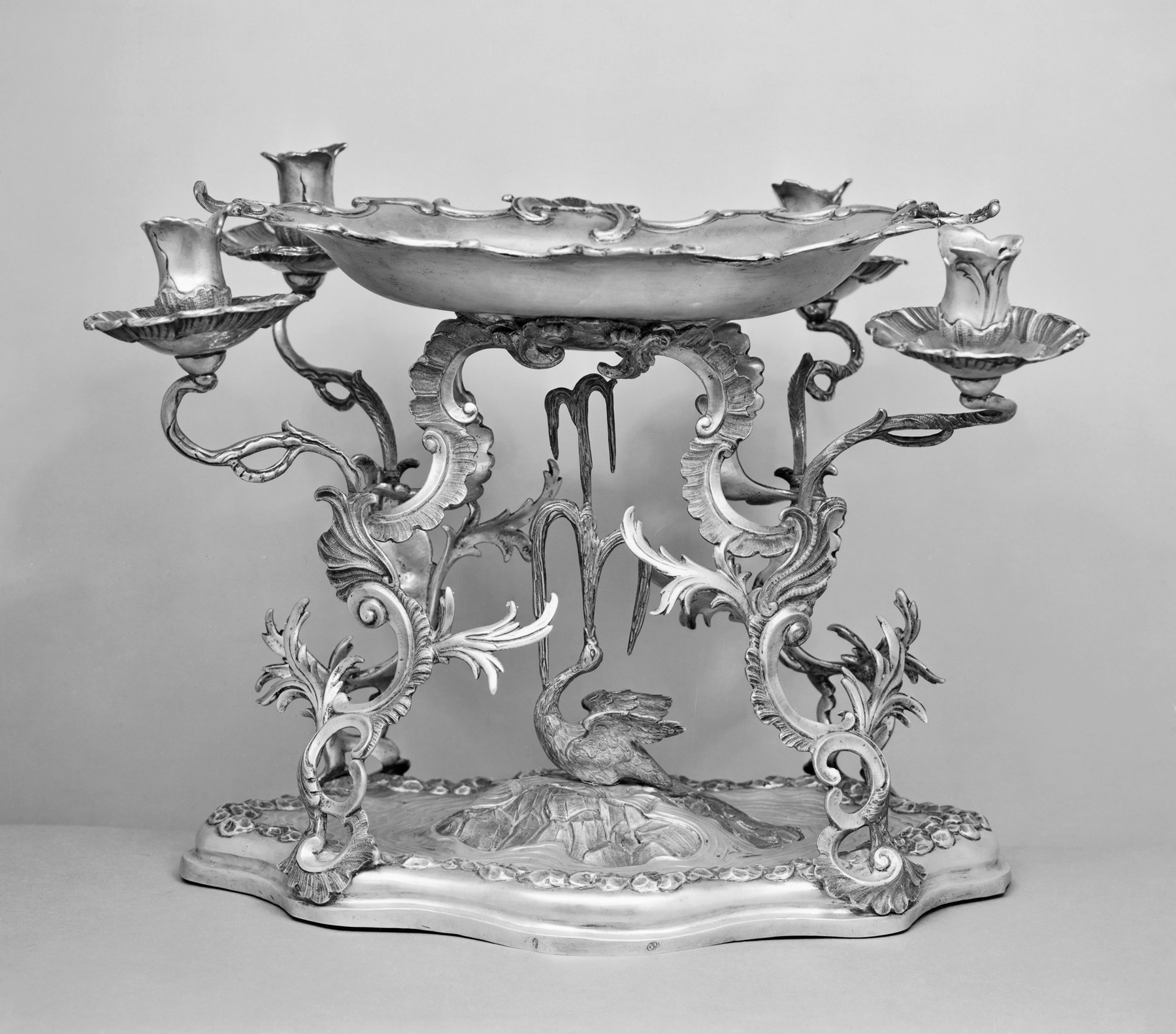
Jürg Stuker verkaufte 1954 den silbernen Tischaufsatz von Gottfried Bartermann

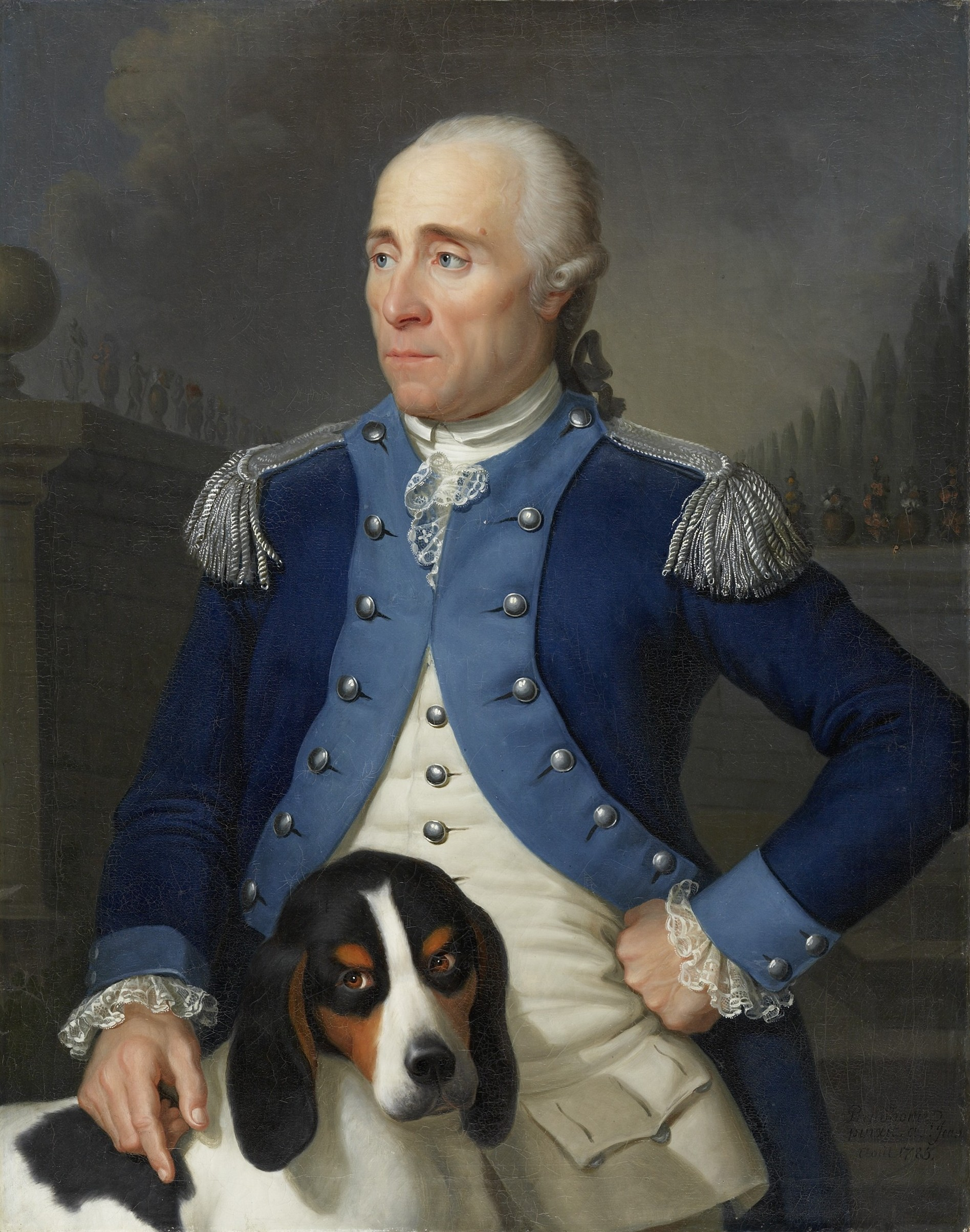
Im von Jürg Stuker gegründeten Auktionshaus kamen auch immer wieder Kunstgegenstände zum Verkauf, welche aus dem Besitz des Berner Patriziats stammen. Das Porträt von Franz Rudolf Frisching wurde 2008 in der Auktion verkauft

Jürg Stuker (* 2. Juni 1914; † 15. April 1988 in Gerzensee) war Gründer und langjähriger Leiter des Auktionshauses Stuker in Bern.

## Leben
Am 1. April 1938 eröffnete Jürg Stuker ein Antiquariat in Thun. Ungeachtet des 1939 ausgebrochenen Zweiten Weltkrieges erfreute sich das junge Unternehmen eines guten Geschäftsgangs. Bereits 1940 konnte Stuker sein Geschäft nach Bern verlegen. 1943 erfolgte der Kauf einer Liegenschaft in bester Innenstadtlage an der Kramgasse in Bern. Es folgten die ersten von ihm in Bern organisierten Auktionen. 1963 verlegte Stuker erneut sein Geschäft innerhalb der Stadt Bern. Er zog in die Villa Rosenberg hoch über der Aare und dem Bärengraben. 1976 veräusserte Stuker das Auktionshaus an den Unternehmer Charles Vögele.
Dank seinen persönlichen Kontakten konnte Stuker immer wieder bedeutende Sammlungen und Nachlässe aus in- und ausländischem Besitz zum Verkauf anbieten. Zu den Glanzlichtern der Ära Stuker gehörten unter anderem der Verkauf von drei grossen Vermeil-Services des für den Hof Napoleons tätigen Goldschmieds Biennais, die für die Kaiserinnen Joséphine de Beauharnais und Marie-Louise von Österreich sowie für Stéphanie de Beauharnais, die spätere Grossherzogin von Baden, angefertigt worden sind. Viele Kostbarkeiten, wie der Smaragdschmuck der Kaiserin Eugénie oder der Goldpokal des Hauses Rothschild wechselten in Bern den Besitzer. Der Zürcher Antiquar Hans Soller (1933–2011) trug zum Erfolg des Hauses bei.
Nach dem Tod von Jürg Stuker erfolgte 1989 der Verkauf seiner privaten Kunstsammlung. Diese hatte er in seinem Wohnsitz, dem Alten Schloss Gerzensee, zusammengetragen. Der Verkauf erfolgte durch sein ehemals eigenes Auktionshaus.

## Archive
- Streubestände im Katalog der Burgerbibliothek Bern

## Schriften
- Die grosse Parade. Glanz und Untergang der Fürsten Europas nach den geheimen Akten und Berichten des Königlichen Kammerherrn Robert Stuker. Vorwort von Mary Lavater-Sloman. Olten, 1971, ISBN 3530866806.
- Zum Dritte! Jürg Stukers Auktionsvokabular, gesammelt von Barbara Scherz, Bern 1976.
- Das alte Schloss Gerzensee. Selbstverlag, Bern 1958.